# Ribari (Konjic)
Pour les articles homonymes, voir Ribari.
Ribari (en cyrillique : Рибари) est un village de Bosnie-Herzégovine. Il est situé dans la municipalité de Konjic, dans le canton d'Herzégovine-Neretva et dans la fédération de Bosnie-et-Herzégovine. Selon les premiers résultats du recensement bosnien de 2013, il compte 53 habitants.

## Histoire
Sur le territoire du village se trouvent deux nécropoles inscrites sur la liste des monuments nationaux de Bosnie-Herzégovine : celle de Gromile qui abrite 2 stećci, un type particulier de tombes médiévales, et celle de Ribari avec 16 stećci.

## Démographie

### Évolution historique de la population
| 1948 | 1953 | 1961 | 1971 | 1981 | 1991 | 2013 |
| ---- | ---- | ---- | ---- | ---- | ---- | ---- |
| -    | -    | 253  | 230  | 188  | 170  | 53   |

|  |